# Dark Star
 Dark Star és una comèdia de ciència-ficció escrita, dirigida i produïda per John Carpenter sobre un guió coescrit amb Dan O'Bannon (que actua igualment a la pel·lícula) segons la seva història original. Produït per Jack H. Harris Enterprises, aquesta pel·lícula es va estrenar el 1974.
Es tracta del primer llargmetratge de John Carpenter, llavors amb vint-i-cinc anys. En un principi Dark Star havia de ser rodat com un curtmetratge d'una quarantena de minuts

## Argument
La Dark Star és una nau espacial els membres de la qual tenen com a missió destruir planetes llunyans inestables l'òrbita dels quals te perill de desviar-se cap a la seva estrella i posar en marxa supernoves. Exercint aquesta activitat des de fa vint anys, la tripulació ha passat lentament a l'avorriment. Una avaria es produeix aleshores…

## Repartiment
- Brian Narelle: Doolittle
- Dre Pahich: Talby
- Cal Cuniholm: Boiler
- Dan O'Bannon: Pinback / Bill Frugge
- Joe Saunders: Comandant Powell
- Milles Watkins: Control de la Missió
- Nick Castle: l'alien

## Producció

### Guió
John Carpenter i Dan O'bannon havien escrit junts, abans que aquest últim reprengués cinc anys més tard algunes idees pel seu pròxim guió per a Ridley Scott que tindria com a títol Alien.

### Rodatge
John Carpenter, en l'últim any d'estudis, va rodar un curtmetratge de quaranta-cinc minuts i, una vegada obtingut el seu diploma, per tal d'acabar la seva pel·lícula, va trobar un distribuïdor que va acceptar donar-li uns pocs diners, que li suposava un pressupost final de seixanta mil dòlars.
Més tard, el director descriurà la seva pel·lícula com Tot esperant Godot a l'espai

### Música
La cançó interpretada durant la introducció i els crèdits és Benson, Arizona. La música ha estat escrita per John Carpenter, i la lletra és de Bill Taylor